# READYFOR
READYFOR（レディーフォー）とは、READYFOR株式会社によって運営されているクラウドファンディングサービスの名称。

## 概要
2011年3月29日に開始した日本初のクラウドファンディングサービスである。ビジョンは、「誰もがやりたいことを実現できる世の中をつくる」。2019年12月25日現在、1万件以上のプロジェクトを掲載し、約100億円の累計支援額が集まっている。

## 沿革
- 2011年
  - 3月、東京大学の松尾豊が創業したベンチャー企業オーマ株式会社の一事業として運用開始[3]。
- 2012年
  - 1月、米良が日本最年少で世界経済フォーラム「ダボス会議」に参加。
- 2014年
  - 7月、オーマ株式会社より事業譲渡され、米良が代表取締役となり、READYFOR株式会社を設立。
- 2015年
  - 10月、秋田県の「北都銀行」が業務提携を開始。
  - 12月、寄付型クラウドファンディング「READYFOR Charity」をリリース。
- 2016年
  - 1月、国際協力活動支援プログラム「VOYAGE PROGRAM」をリリース。
  - 2月、「JTBグループ」と業務提携を開始。
  - 6月、「J:COM」と業務提携を開始。
  - 7月、宮城県庁から「みやぎ食と農のクラウドファンディング支援事業」を受託。
  - 8月、「栃木銀行」と業務提携を開始。
  - 12月、「READYFOR ふるさと納税」を開始。
- 2017年
  - 1月、「READYFOR College」を開始。
- 2018年
  - 10月、約5.3億円の第三者割当増資を実施。
- 2019年
  - 1月、約4.2億円の第三者割当増資及び借入による資金調達を実施。
  - 5月、資本金を222,492,810円減少させ1億円に減資。
  - 7月、「READYFOR SDGs」を開始。
  - 10月、コーポレートロゴ、サービスロゴを変更。
- 2020年　約10億円の第三者割当増資を実施。

## 受賞
2012年6月、政策投資銀行が主催する「女性ビジネスコンペティション」で、「未来へチャレンジ賞」を受賞。
2013年11月、マニフェスト（公約集）に基づく自治体、地方議会の運営を表彰する「第８回マニフェスト大賞」（株式会社共同通信社後援）で、「審査員特別賞 箭内道彦賞」を受賞。
2016年6月、サービス産業生産性協議会が主催する「日本サービス大賞」で、「優秀賞（SPRING賞）」を受賞。
2016年12月、「WIRED Audi INNOVATION AWARD 2016」を受賞。
2019年5月、 日本ベンチャー大賞「経済産業大臣賞」を受賞。

## メディア出演
- 「ナニコレ珍百景」出演。（2015年10月、テレビ朝日）
- 「あさイチ」出演。（2015年11月、NHK）
- 「日経スペシャル カンブリア宮殿」あなたの1000円が世の中を変える！新しい"お金"の流れ（2016年1月7日、テレビ東京）[6]
- 日経新聞電子版にて連載開始。（2016年2月、日経新聞電子版）
- 「Fresh Faces 〜アタラシイヒト〜」#62 米良はるか READYFOR 代表取締役 (2016年6月11日、BS朝日)[7]